# 캅파

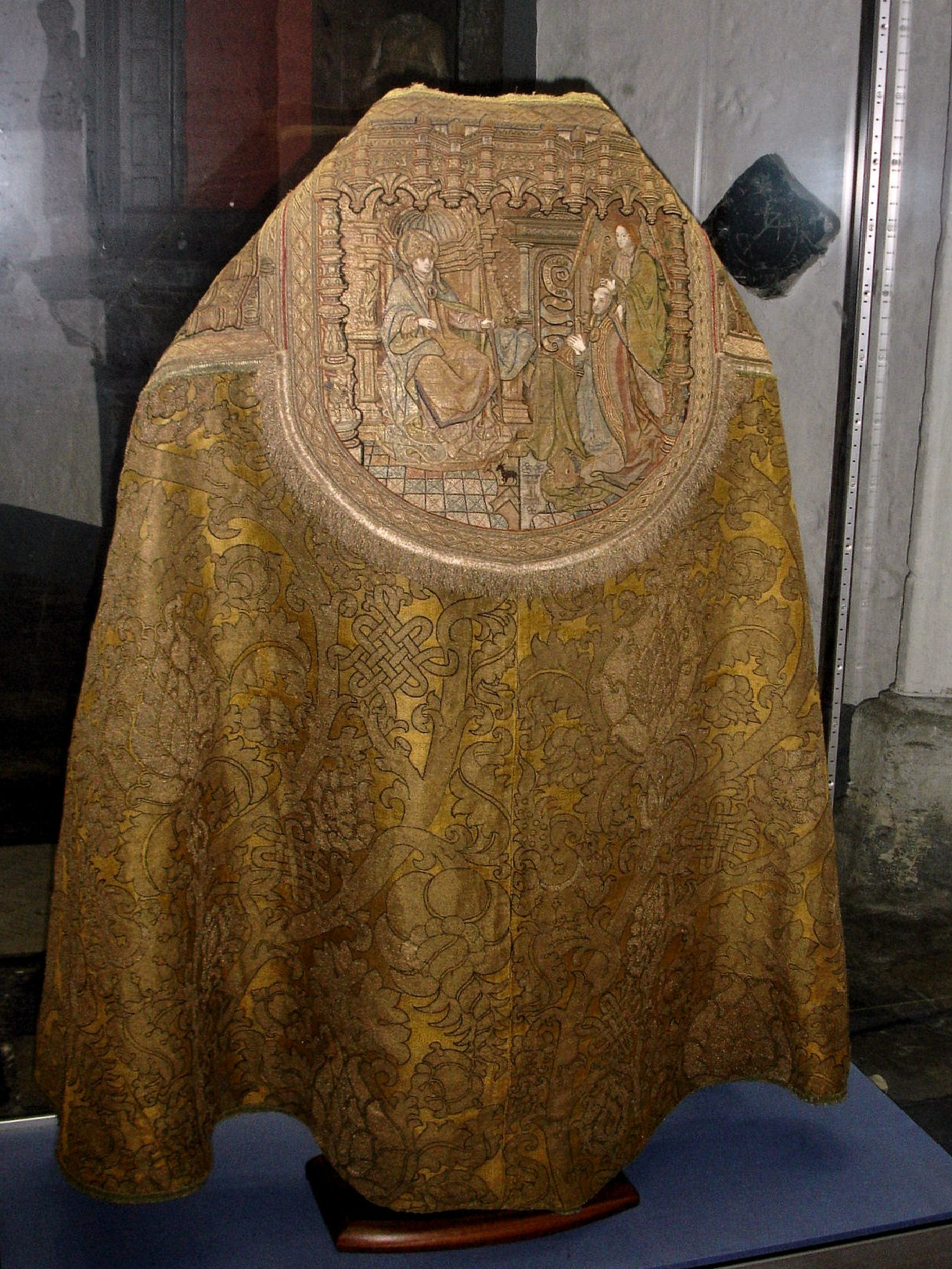
화려하게 수놓은 깝바, 15세기. 방패 모양과 두건이 달려 있다.

깝바(라틴어: pluviale 또는 cappa)는 라틴어로 비옷 또는 어깨 망토라는 뜻으로 기독교의 전례복 가운데 하나이다. 로마 가톨릭 교회, 루터교회, 성공회의 성직자가 특별한 종교 의식 때 입는 소매 없는 긴 망토 내지는 외투 형태의 옷으로 입기 편하도록 앞의 가슴 부분은 띠나 버클로 동여매고 뒤에는 납작한 두건이 달려 있거나 방패 모양으로 되어 있다. 전례의 성격에 따라 다양한 종류의 색상이 있다.
또한 각 성직자는 자신의 계급에 따라 각기 다른 깝바를 입어야 하며, 주교는 깝바를 입을 때는 항상 주교관도 같이 착용해야 한다. 성직 계급이 높을수록 버클과 자수 등이 다양하고 화려하며, 특히 버클은 아주 화려한 보석으로 장식하기도 한다.

## 같이 보기
- 망토